# Zariquieya boumortensis
Zariquieya boumortensis es una especie de escarabajo del género Zariquieya, familia Carabidae. Fue descrita por Faille; Fresneda y Bourdeau en 2011. Se encuentra en España.